# Eugenia laevicaulis
Eugenia laevicaulis là một loài thực vật thuộc họ Myrtaceae. Đây là loài đặc hữu của Malaysia.